# Partido Identidad Salteña
El Partido Identidad Salteña, abreviado como PAIS, es un partido político argentino de ámbito provincial, funcional en la provincia de Salta, fundado en 2014 y reconocido por la justicia el 26 de enero de 2015, fundado por Gustavo Sáenz, que ejerce como gobernador de la provincia de Salta desde 2019.
La formación apoyó la fallida candidatura a gobernador de Juan Carlos Romero en las elecciones provinciales salteñas de 2015, resultando derrotado por Juan Manuel Urtubey, entonces postulante por el Frente para la Victoria. En las elecciones legislativas nacionales y provinciales de 2017, el partido adhirió a una coalición con la alianza Cambiemos a nivel nacional, obteniendo una estrecha victoria. De cara a los comicios gubernativos de 2019, Gustavo Sáenz concurrió como candidato a gobernador en un frente político con el partido Propuesta Republicana, Partido Fe (que en las elecciones presidenciales sostuvieron a Mauricio Macri como candidato presidencial) y el Partido Autonomista (que presentó la precandidatura de José Antonio Romero Feris en las primarias presidenciales), así como otros partidos de carácter provincial. Sáenz fue el candidato más votado en las elecciones primarias y obtuvo una amplia victoria en las generales, con el 53,65% de los votos, consagrándose como gobernador y asumiendo el 10 de diciembre de 2019.